# Seven Kings
Seven Kings è un quartiere del borgo londinese di Redbridge, a una quindicina di km a nord-est di Charing Cross.
Prima della formazione della Grande Londra e della creazione dei borghi londinesi (nel 1965), Seven Kings faceva parte del borgo municipale di Ilford, nell'Essex. Ad oggi, i codici postali del quartiere, IG1 e IG3, continua a essere utilizzato pur essendo tipico dell'Essex.

## Storia
Il quartiere di Seven Kings sorge lungo l'antica strada romana che collegava Londinium a Camulodunum.
Il quartiere venne nominato per la prima volta, come Sevekyngg o Sevekyngges, nel 1285. Questi nomi erano dovuti alla presenza di un insediamento di una famiglia (o dei seguaci) di un uomo il cui nome era Seofoca.
Seven Kings non ha mai costituito una parrocchia a sé stante, bensì ha fatto parte dell'antica parrocchia di Ilford, inclusa nella centena di Becontree della contea dell'Essex. Ha, pertanto, sempre seguito le sorti di Ilford e, infatti, Seven Kings è diventato prima parte del distretto urbano di Ilford, nel 1894, e poi del borgo municipale di Ilford.
Come molti quartieri della zona, Seven Kings è rimasta una località poco sviluppata fino al XIX secolo, quando c'è ha vissuto un esponenziale sviluppo urbano. Con la costruzione della ferrovia chiamata Great Eastern Main Line, infatti, Seven Kings, assieme al limitrofo quartiere di Goodmayes, assistono a un massiccio sviluppo urbano, in particolare, grazie all'iniziativa del costruttore A. C. Corbett. A Seven Kings, infatti, la costruzione della stazione ferroviaria è servita come slancio per lo sviluppo dell'area.
Nel 1965 la parrocchia di Ilford e l'omonimo borgo municipale sono stati aboliti dal London Government Act 1963, e Seven Kings è diventato parte del borgo di Redbridge, nella Grande Londra.

## Luoghi d'interesse

### Parchi

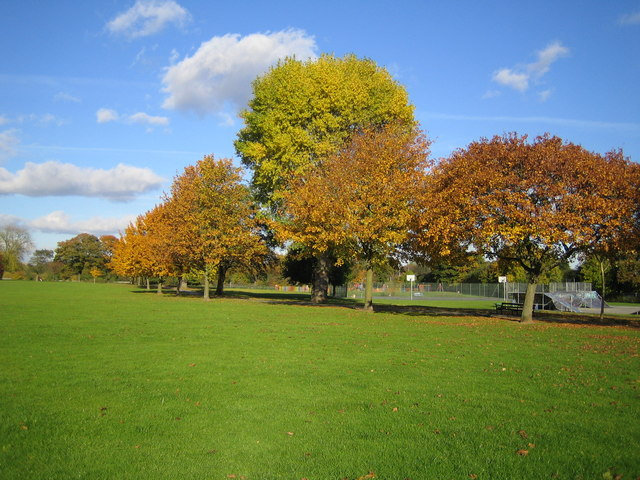
Il Seven Kings Park, uno dei maggiori parchi dell'area

A Seven Kings c'è un parco il cui nome corrisponde a  Seven Kings Park. Quest'ultimo è un grande spazio aperto che contiene numerose strutture sportive quali campi da tennis, campi sportivi ed altro
C'è anche un altro parco, il cui nome è Westwood Park. Questo parco è uno spazio aperto più piccolo del precedente che può contare su un parchetto per i bambini.

## Infrastrutture e trasporti
- TfL Rail: stazione di Seven Kings

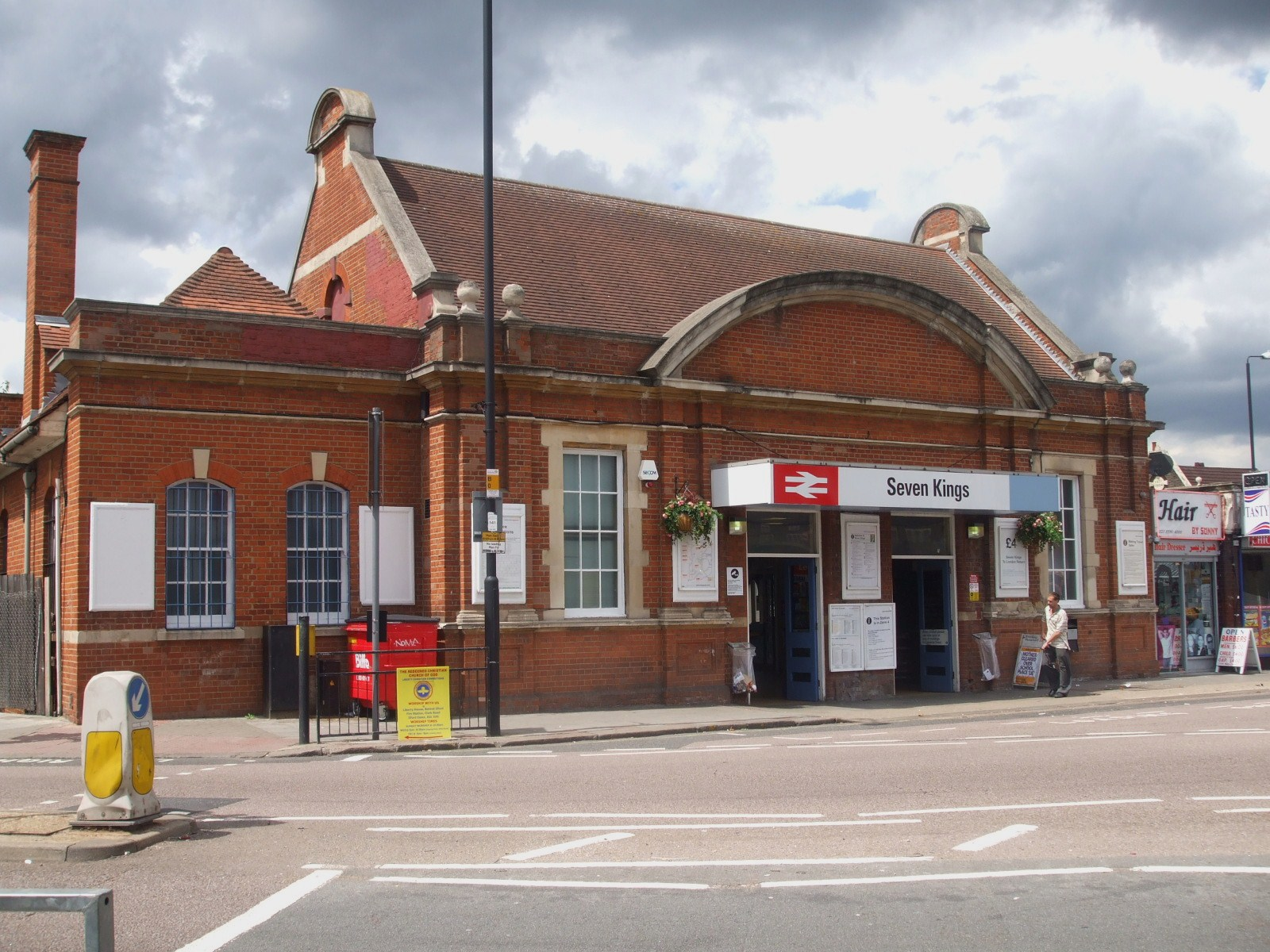
Stazione di Seven Kings

Il quartiere di Seven Kings è lambito a nord dalla Strada A12 ed è attraversato dal percorso dell'antica strada che da Londra portava a Colchester.
Il quartiere è servito dalla stazione di Seven Kings, che si trova lungo la ferrovia Great Eastern Main Line (Londra Liverpool Street - Norwich), nella Travelcard Zone 4. La stazione, servita da collegamenti gestiti da Transport for London tramite il TfL Rail, verrà trasformata in una stazione della futura linea Crossrail. Seven Kings non è servito da alcuna linea della metropolitana ma nord del quartiere si trova la stazione di Newbury Park, che è una fermata della Central line.
Varie linee di autobus collegano Seven Kings con i quartieri limitrofi.